# Sara Evans

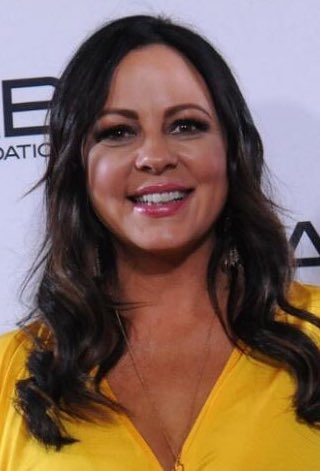
Sara Evans in 2018

Sara Lynn Evans (Boonville, Missouri, 5 februari 1971) is een Amerikaans countryzangeres.

## Biografie

### Begin
Evans groeide op op een boerderij als de oudste van zeven kinderen. De familie is van Welshe en Ierse afkomst. Vanaf de leeftijd van vijf jaar zong ze mee met de Evans Family Band. Op achtjarige leeftijd werd Evans aangereden door een auto, waarbij ze haar beide benen zwaar verwondde. Toen ze 16 jaar was stond ze al regelmatig op het podium van een nachtclub in Columbia, Missouri. In 1991 trok ze naar Nashville, waar ze eerst als serveerster werkte. In Nashville ontmoette ze Craig Schelske met wie Evans in 1993 trouwde. Evans begon met het maken van demo's in 1995. De demo's werden opgemerkt door muziekschrijver Harlan Howard. Howard besloot Evans te helpen, hetgeen uiteindelijk leidde tot een platencontract bij RCA. Dit was de start van een succesvolle carrière als countryzangeres.

### Carrière
Haar eerste album, Three Chords and the Truth, verscheen in 1997. Het kreeg erg goede kritieken, vooral vanwege het traditionele countrygeluid. Ook kreeg het een nominatie van de Academy of Country Music Awards. Commercieel was het album echter geen succes. De doorbraak kwam in 1998 met haar tweede album No Place That Far. Het album klonk minder traditioneel en had een meer pop-countrygeluid. Alhoewel de kritieken (hierdoor) minder lovend waren, was het album een groot commercieel succes. Een deel van de songs van dit album schreef Sara Evans zelf, iets wat ook zou gelden voor de albums die volgden. In de jaren erna wist Sara Evans het succes vast te houden met de albums Born To Fly uit 2000 en Restless uit 2003. Restless bevatte de single Suds in the bucket dat de nummer 1-positie behaalde in de countrycharts en dat ook in de Billboard Hot 100 Top 40 noteerde. In 2005 verscheen Real Fine Place. Dit album was zeer succesvol en verkocht 130.000 exemplaren in de eerste week na uitkomen. Het was het eerste album van Evans dat de nummer 1-positie bereikte in de "Top Country Albums". In de "Billboard 200" bereikte het positie nummer 3. Ook de eerste single van het album, "A Real Fine Place to Start", bereikte de nummer 1-positie in de countrycharts in 2005. Om de populariteit van Sara Evans te bestendigen, verscheen in oktober 2007 een Greatest Hits-album.
Op 20 juli 2009 verscheen de single Feels Just Like a Love Song. Het haalde nummer 59 in de hitlijst voor countrymuziek. Het nummer was bedoeld als de eerste single van het volgende album van Sara Evans Stronger, maar werd later toch niet op het album gezet. Na enige vertraging verscheen op 8 maart 2011 het zesde studioalbum van Sara Evans, getiteld Stronger. Volgens Sara Evans heeft het zo lang geduurd om dit album te maken, omdat ze alleen creatief kan zijn als haar leven op orde is. Daarmee verwees ze naar haar echtscheiding in 2007. Het album werd gematigd positief ontvangen en was een commercieel succes. Het album Stronger behaalde net als voorganger Real Fine Place de nummer 1-positie in de "Top Country Albums". In de "Billboard 200" bereikte het nummer 6.
Sara Evans startte de voorbereidingen voor het volgende album in 2012. Vanaf november 2012 vonden de opnamen plaats in Nashville. De eerste single van het nieuwe album was het titelnummer Slow Me Down. In maart 2014 werd het album Slow Me Down zelf uitgebracht. Het album ontving goede kritieken. Het album bevat een cover van Gavin DeGraw's Not Over You en duetten met Gavin DeGraw, Vince Gill en Isaac Slade. In augustus 2015 verlaat Sara Evans na bijna 20 jaar haar platenlabel RCA Nashville. Haar volgend album Words wordt in 2017 uitgebracht op haar eigen label 'Born to Fly Records'. Words is een eclectisch album met veel verschillende stijlen, zoals bluegrass, akoestische pop en country-folk.

### Persoonlijk
Evans scheidde van Craig Schelske in 2007, met hem heeft ze drie kinderen: Avery Jack Lyons (21 augustus 1999), Olivia Margaret (22 januari 2003) en Audrey Elizabeth (6 oktober 2004). Op 14 juni 2008 trouwde Evans met Jay Barker, een voormalige quarterback van de University of Alabama, die tegenwoordig een radioshow heeft. Ze trouwden in Franklin, Tennessee, in aanwezigheid van beider kinderen. Evans en haar drie kinderen wonen in Mountain Brook, een voorstad van Birmingham, Alabama, samen met Jay Barker en zijn vier kinderen.
Vanaf september 2006 deed Evans samen met andere bekende Amerikanen mee aan het derde seizoen van ABC's "Dancing with the Stars". Haar danspartner was Tony Dovolani. Evans was de eerste countryartiest die meedeed aan de show. Ze verliet "Dancing with the stars" echter al in oktober 2006, door persoonlijke omstandigheden. Later bleek dit samen te hangen met haar echtscheiding.
Evans is zegsvrouw van de National Eating Disorders Association. Verder steunde Evans het Texaanse congreslid Ron Paul bij zijn presidentiële kandidatuur voor de Republikeinse Partij in 2008. Ze was headliner bij zijn "Rally For The Republic" op 2 september 2008 in Minneapolis.

## Discografie

### Albums
- 1997: Three Chords and the Truth
- 1998: No Place That Far
- 2000: Born to Fly
- 2003: Restless
- 2005: Real Fine Place
- 2007: Greatest Hits
- 2011: Stronger
- 2013: Playlist: The Very Best of Sara Evans
- 2014: Slow Me Down
- 2017: Words
- 2019: The Barker Family Band (Live)
- 2020: Copy That

- Bibsys: 12064959
- Bibliothèque nationale de France: cb15507007t (data)
- Gemeinsame Normdatei: 135328780
- International Standard Name Identifier: 0000 0001 2037 6281
- Library of Congress Control Number: no97064169
- MusicBrainz: 773af101-792f-48b8-a588-09a07cff5e53
- Nationale Bibliotheek van Tsjechië: xx0061884
- Virtual International Authority File: 101014704
- WorldCat: E39PBJkttMcGV6Hfm3k3QPKWXd